# Зелюк Віталій Володимирович
Зелюк Віталій Володимирович (нар.27 вересня 1962) — учений-педагог, директор Полтавської академії неперервної освіти ім. М. В. Остроградського (з 2008 року)

## Навчання
Після навчання у Демківській середній школі Драбівського району Черкаської області (1979) закінчив Полтавський державний педагогічний інститут (нині — Полтавський національний педагогічний університет) ім. В. Г. Короленка (1983) за спеціальністю «Учитель історії і суспільствознавства середньої школи»; аспірантуру НДІ педагогіки АПН України та НДІ педагогіки й психології професійної освіти АПН України (1994). Дисертацію з проблеми формування культури майбутнього вчителя засобами української етнопедагогіки захистив у Інституті педагогіки і психології професійної освіти АПН України (1994).

## Професійна діяльність
З 1983 працював учителем історії Смілянської середньої школи № 11 на Черкащині. Після служби в лавах Радянської Армії (1983—1985) працював на посаді молодшого наукового співробітника науково-дослідної лабораторії А. С. Макаренка Полтавського державного педагогічного інституту до 1986 року. З 1986 року по 1989 рік працював на посаді заступника секретаря комітету комсомолу педагогічного інституту. Координував діяльність студентських будівельних загонів. Із 1989 — асистент кафедри педагогіки Полтавського державного педагогічного інституту ім. В. Г. Короленка. З 1994 — викладач кафедри культурології Полтавського кооперативного інституту УКООПСПІЛКИ (нині — Полтавський університет економіки і торгівлі). З 1995 — викладач кафедри українознавства та гуманітарної підготовки Полтавського технічного університету. Був завідувачем інформаційно-аналітичного сектора Полтавської облдержадміністрації; керівником Центру соціальних досліджень та Полтавського агентства розвитку територій. Із 2008 по теперішній час — ректор Полтавського обласного інституту післядипломної педагогічної освіти ім. М. В. Остроградського.

## Науково-творчий набуток
Авт. понад 100 публікацій з проблем освіти, соціології, місцевого й регіонального розвитку, державного управління. Авт.-уклад. роб. програм «Проектування систем внутрішньо шкільного управління» (2011) та «Управлінська майстерність керівника закладу освіти» (2011). Авт. навч.-метод. посіб. «Проектування систем внутрішньо шкільного управління» (2012). Брав участь у підготовці видань: «Проектування регіональних освітніх систем підвищення кваліфікації педагогічних працівників: система управління якістю в Полтавському обласному інституті післядипломної педагогічної освіти імені М. В. Остроградського» (2010); «Історія Полтавського обласного інституту післядипломної педагогічної освіти імені М. В. Остроградського. 1940—2010» (2010); «Біла книга середньої освіти Полтавщини: версія для обговорення» (2015)

## Діяльність
Здійснює організаційно-методичне забезпечення впровадження прогресивних педагогічних технологій у освітній простір регіону шляхом проведення всеукраїнських, обласних науково-практичних конференцій і семінарів; постійно діючих семінарів для системи методичної служби, семінарів-практикумів для керівників освітніх закладів, педагогів, батьківської громадськості. Популяризує передовий педагогічний і науковий досвід у інформаційно-методичних збірниках, навчальних і навчально-методичних посібниках, наукових монографіях. Керує науково-дослідною роботою, проводить наукове консультування з питань освітнього менеджменту, управлінської та педагогічної майстерності, розвитку професійної компетентності педагогів-практиків та менеджерів освіти.
Ініціатор упровадження у ПОІППО держ. стандарту управління якістю ISO 9001:2009, завдяки чому ПОІППО став першим в Україні серед закладів післядипломної педагогічної освіти, що отримав сертифікат на систему управління якістю. Започаткував освітню програму «Тест на майбутнє» на обласному телебаченні «Лтава». Є головою редакційних рад фахових видань: «Імідж сучасного педагога» і «Постметодика».
Організатор, учасник міжнародних проектів: українсько-нідерландських — «Використання інноваційних освітніх технологій для підготовки педагогів навчальних закладів» та «Громадські платформи освітніх реформ в Україні»; українсько-польських — «Лідери освітніх ініціатив» та «Налагодження співпраці для освіти у сільських середовищах»; українсько-американському — «Школа як осередок розвитку громади». Активно співпрацює з іноземними науково-освітніми закладами та громадськими організаціями. Ключові теми — громадянська освіта, інноваційний розвиток шкіл, опорні школи, роль батьків і громади у розвитку школи, міжнародний і вітчизняний досвід із питань післядипломної педагогічної освіти.

## Звання, відзнаки та нагороди
- Відмінник освіти України (2016)
- Почесні грамоти МОН України (2009),  МОНмолодьспорту України, НАПН України, компанії «Виставковий світ» (2011), Полтавського обкому профспілки працівників освіти і науки України (2012), виконкому Полтавської міськради (2012); грамоти УМО НАПН України (2012), Полтавської ОДА (2011), ГУОН Полтавської ОДА (2010), ДОН Полтавської ОДА (2016); подяки МОН України, АПН України та виставкової фірми «КАРШЕ» (2008, 2009), Національного екологічно-натуралістичного центру учнівської молоді МОН України (2010), Дніпропетровського та Харківського регіон. центрів оцінювання якості освіти (2010, 2012 відповідно), ПОІППО (2011, 2012).